# Dai (Insel)
Die indonesische Insel Dai (indon. Pulau Dai) gehört zu den Babarinseln der Südlichen Molukken.

## Geographie
Dai liegt nördlich von der Hauptinsel Babar. Zusammen mit deren Westteil und der Insel Wetan im Westen bildet Dai den Subdistrikt (Kecamatan) Pulau-Pulau Babar (Regierungsbezirk der Südwestmolukken, Provinz Maluku).
Dai besteht hauptsächlich aus Granit, während die meisten anderen Inseln des Archipels nur aus Kalkstein bestehen. Orte auf Dai sind Luturlawa, Sirgurus, Lewa, Marumara, Hertuti und Wakarlawen.